# Република Тексас
Вижте пояснителната страница за други значения на Тексас.
Република Тексас (на английски: Republic of Texas; на испански: República de Tejas) е историческа държава в Северна Америка, съществувала в периода 1836 – 1845 г. Била е създадена с Веласкеските договори, поставили края на Тексаската революция, подписани след битката при Сан Хасинто на 2 март 1836 г.
Територията ѝ включвала части от днешните щати Тексас, Ню Мексико, Оклахома, Канзас, Колорадо и Уайоминг. Според данни от 1840 Република Тексас имала население от 70 000 души и територия 1 007 935 km². Столицата на републиката, призната на 7 ноември 1835, е Остин. На 20 декември същата година е обявена декларацията за независимост на Тексас в местността Голиад. На 20 декември 1845 държавата била присъединена към САЩ като 28-ия щат.

## История
Тексас е една от вътрешните провинции на Нова Испания – регион, известен исторически като Испански Тексас. Макар да се претендира от Испания, тя не е официално колонизирана от нея, докато конкурентните френски интереси във Форт Сейнт Луис не насърчават Испания да установи постоянни селища в района. Благодарение на високото население на индианци в района и отдалечеността му от населените места на Нова Испания, Тексас остава до голяма степен незаселен от европейци, въпреки че Испания поддържа малко военно присъствие, за да защити християнските мисионери, работещи сред племената на американските индианци, и да действа като буфер срещу французите в Луизиана и Британска Северна Америка. През 1762 г. Франция отстъпва на Испания по-голямата част от претенциите си към вътрешна Северна Америка, включително претенциите си за Тексас, както и Испанска Луизиана.
От 1810 г. териториите на Нова Испания на север от Панамския провлак (включително Тексас) търсят независимост в Мексиканската война за независимост.

### Статут на щат
На 28 февруари 1845 г. конгресът на САЩ приема законопроект, с който упълномощава Съединените щати да анексират Република Тексас. На 1 март американският президент Джон Тайлър подписва законопроекта. Законодателството определя датата на анексирането за 29 декември същата година. Изправени пред предстоящото американско присъединяване на Тексас, Шарл Елиът и Алфонс дьо Салини, британският и френският министри в Тексас, са изпратени от правителствата си в Мексико Сити. Президентът на Тексас Ансън Джоунс изпраща и двете оферти на специално избрана конгресна среща в Остин, а американското предложение е прието само с едно несъгласие. Мексиканското предложение никога не е поставено на гласуване. На 13 октомври 1845 г. голяма част от избирателите в републиката одобряват както американската оферта, така и предложената конституция, която одобрява робството и емигрантите, които донасят роби в Тексас.